# Wiphala
A Wiphala é uma bandeira de origem andina. A palavra tem origem nas palavras da língua aimará eiphay, que é uma expressão de alegria, e phalax, que é o sonho produzido por conduzir uma bandeira.

## Significado das cores
As cores se originam no arco-íris, tomado como referência pelos antepassados andinos, para mostrar a composição e estrutura dos emblemas e organizar a sociedade comunitária e harmónica dos Andes.
- Vermelho: Representa o Planeta Terra (aka-pacha), é a expressão do homem andino, no aspecto intelectual, é a filosofia cósmica no pensamento e conhecimento dos Amawatas.

- Laranja: Representa a sociedade e a cultura,  a da cultura, também expressa a preservação e procriação da espécie humana, considerada a mais apreciada riqueza patrimonial da nação, a saúde e medicina, a formação e educação, a prática cultural da juventude dinâmica.

- Amarelo: Representa a energia e força (ch'ama-pacha), é a expressão dos princípios morais do homem andino, é a doutrina de Pacha-Kama e Pacha-Mama: a Dualidade (chacha-warmi) são as leis e normas, a prática coletiva da irmandade e solidariedade humana.

- Branco: Representa o tempo (jaya-pacha), é a expressão do desenvolver e a transformação permanente do Quallana Marka sobre os andes, e o desenvolver da ciência e a tecnologia, e arte, e trabalho intelectual e manual que gera a reciprocidade e harmonia dentro da estrutura comunitária.

- Verde: Representa a economia e produção andina, é o símbolo das riquezas naturais, da superfície e sub-solo, representa terra e território, e assim mesmo a produção agropecuária, a Flora e Fauna, as reservas hidrológicas e minerais.

- Azul: Representa o espaço cósmico, o infinito (araxa-pacha), é a expressão dos sistemas estrelares do universo e os efeitos naturais que estão sobre a terra, é a astronomia e a física, a organização socioeconômica, política e cultural, é a lei da gravidade, as dimensões e fenômenos naturais.

- Violeta: Representa a política e ideologia andina, é a expressão de poder comunitário e harmónico dos andes, o instrumento do estado, como uma estância superior, que é a estrutura do poder, as organizações, sociais, econômicas e culturais e a administração do povo do país.

## Utilização
A Wiphala é propriedade das nações originárias, os quíchuas e os aimarás. Para os quíchuas e aimarás, a Wiphala é a expressão do pensamento filosófico andino, e seu conteúdo manifesta o desenvolver da ciência, tecnologia e arte, é também expressão dialética de Pacha-Kama e Pacha-Mama, é a imagem de organização e harmonia de irmandade e reciprocidade nos Andes.
Por isso a Wiphala é sagrada, e corresponde difundir e defender a imagem, o significado do problema em toda a área andina, tanto no Equador, no Peru, como na Bolívia, e mostrar os problemas do mundo, a identidade territorial, nacional e cultural. Seu manejo e uso deve ser permanente e consequente.
Deve se utilizar nos atos cerimoniais, em festas, em marchas, em jogos e competições, em atos de comemoração, nos encontros de comunidades de ayllus e markas, em trabalhos agrícolas, a Whipala deve em todo acontecimento social e cultural, particularmente em datas memoráveis de Qullana Marka e de Tawantinsuyu. Porque a Wiphala deve estar flamejando em todo lugar e acontecimento diário do Homem Andino.

## Ao Hastear
No momento de hastear a Wiphala, todos devem fazer silêncio e ao terminar alguém deve dar a voz de triunfo e vitória de JALLALLA QULLANA marka, JALLALLA pusintsuyu ó TAWANTINSUYU.